# 灏善
灏善，正黄旗人，清朝政治人物。
灏善曾于乾隆十一年接替萧掞任兴化府知府一职，乾隆十四年由陈燊接任。